# Juraj Fridecki
Juraj Fridecki (mađarski Frideczky György) (Vál, 14. travnja, 1820. – Velika Narda, 28. srpnja, 1887.) mađarski je rimokatolički svećenik, pisac gradišćanskohrvatskog jezika, nadziratelj hrvatskih škola u Željeznoj županiji. Njegov rođak Ferenc Frideczky kanonik u Székesfehérváru.
Teologiju je studirao u zagrebačkoj biskupiji, zarađen 2. kolovoza 1846. Bio je kapelan u Peterancu, zatim u Međimurju, u Prelogu. U vrijemenu mađarske revolucije (1848–1849) je bio vojnički duhovnik kod mađarske vojske. Poslije revolucije je duhovnik u Grazu u vojničkoj bolnici.
1850. godine je nastao svećenik sambotelske biskupije. Bio je kapelan u Bogojini u Prekomurju, u pomurskom Sumartonu i u gradišćanskom Rohuncu. 1856. godine dobi župu u Svetom Mihalju Gradišća. 1860. godine je svećenik u Velikoj Nardi (danas Narda), gdje je umro 1887. godine. 1874. godine je nastao školski nadziratelj.
Pisao je molitvenik i mađarsku gramatiku na gradišćanskohrvatskom jeziku, koju je preveo iz prekomurskog jezika (Imre Augustič: Návuk vogrszkoga jezika za zacsetnike). Ove su gradišćanske knjige, koje imaju hrvatsku Gajicu.

## Djela
- Angel Čuvar, ili: molitve i duhovne pĕsme za vsakdašnju školnu dĕtcu (1869.)
- Nauk ugarskoga jezika za početnike (1876.)